# Dalh-Mad
Le Dalh-Mad est un cotre en bois de 17 m, réplique construite en 1992 du Sainte Anne, un vieux gréement de 1945. 
Restauré en 2012 par la ville de Landerneau, Le Dalh-Mad appartient à l'association du même nom à Landerneau. Il est basé au port du Tinduff à Plougastel (Finistère). Le voiler a le label BIP (Bateau d'intérêt patrimonial) depuis 2007.

## Histoire

### Origine du nom
Dalh Mad est la devise de la ville de Landerneau. Elle veut dire « Tiens bon ! » en breton en graphie universitaire, de façon plus courante on écrirait plutôt Dalc’h mat.

### Construction
Il a été construit au chantier naval de St Guénolé sur le modèle du Sainte Anne, qui était à l'origine une gabare de 1945 multi usage : sloop de bornage, transport du sable à Landerneau, ou navire coquillier.
Construit dans le cadre du concours du magazine Chasse-Marée à l’occasion de Brest 1992. Il a été pensé et conçu par François Marie Le Foll (pêcheur et ostréiculteur de Logonna Daoulas, Finistère) pour aller avec un faible tirant d'eau, sur les rivières lors de faibles coefficients de marée pour transporter et livrer du sable sur L'Elorn et l'Odet.

### Chronologie historique du navire
Exploité jusqu'en 2009 par l'association Gouelia, le bateau accoste chaque hiver le long du quai Barthélemy-Kerros à Landerneau, son port d'origine.
Il obtient le label BIP (Bateau d'intérêt patrimonial) en 2007 décerné par la Fondation du patrimoine maritime et fluvial.
En 2011, l'association Gouelia est en liquidation judiciaire. En avril 2012, la ville de Landerneau, qui souhaite faire naviguer à nouveau le bateau, décide de faire réparer le voilier au chantier naval du Tinduff à Plougastel-Daoulas, afin qu'il puisse participer aux fêtes maritimes Tonnerres de Brest en juillet 2012. Depuis, le Dalh Mad embarque des passagers chaque été, pour des sorties en mer tout public, depuis le port du Tinduff.
Muni de six banettes pour passagers, le Dalh-Mad offre la possibilité de croisières traditionnelles vers les îles de la mer d'Iroise (Ouessant, Molène, etc.) et de sorties en mer dans la rade de Brest et celle de Douarnenez au départ de Plougastel-Daoulas, Brest et Le Fret.

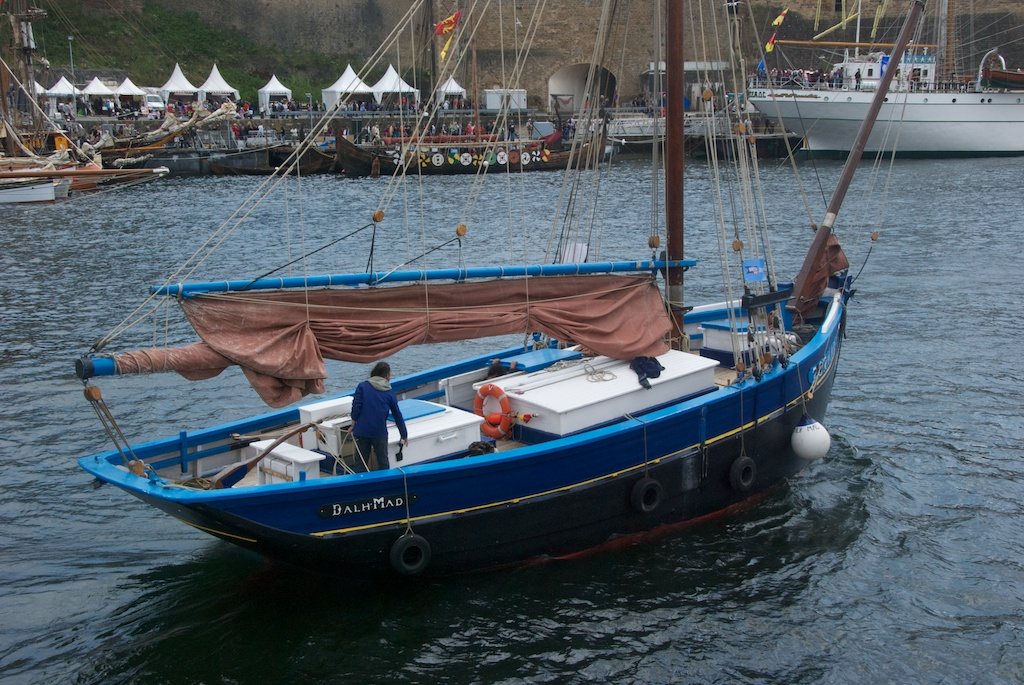
Détail du pont à Brest en 2012

### Descriptif

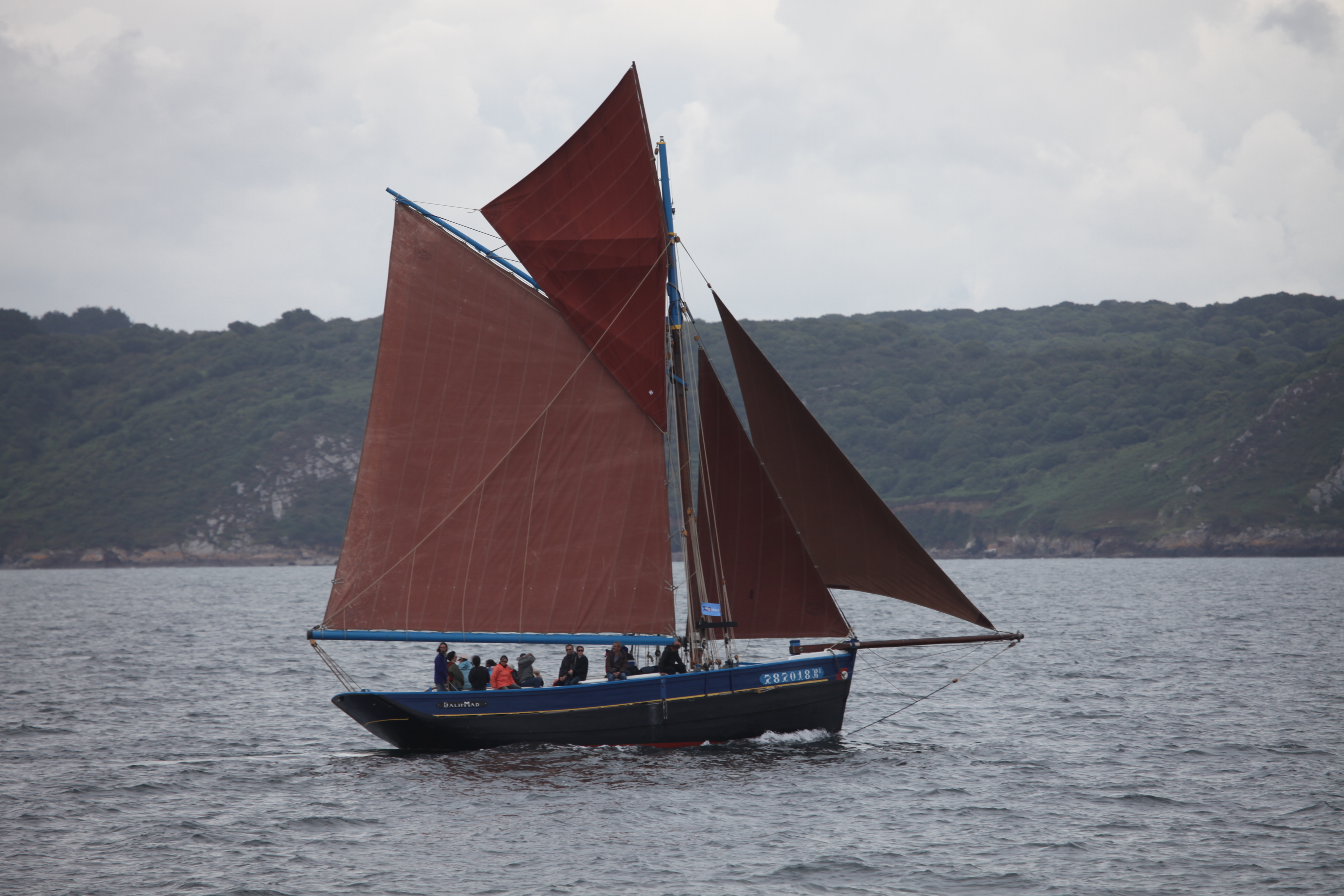
Les quatre voiles du Dalh-Mad lors de Brest 2012.

Le Dalh Mad fait 17 m de long pour un tirant d'eau de 1,62 m. Sa coque est en chêne, le pont et la mature en pin. Sa voilure totalisant 130 m², est constituée : d'un foc, d'une trinquette en voiles d'avant et d'une grand-voile et un flèche sur son unique mât.